# Medusa Steel Coaster
Medusa Steel Coaster in Six Flags Mexico (Mexiko-Stadt, Mexiko) ist eine Hybrid-Stahlachterbahn mit Holzkonstruktion, die am 14. Juni 2014 eröffnet wurde. Sie wurde an der Stelle errichtet, an der zuvor die Bahn Medusa ihre Runden fuhr.
Die 914,4 m lange Strecke erreicht eine Höhe von 29,9 m und verfügt über eine Barrel Roll Downdrop, die auf Medusa Steel Coaster erstmals verbaut wurde und zwei Zero-g-Rollen. Die Höchstgeschwindigkeit beträgt 93,3 km/h. Die zwei Züge verfügen über jeweils sechs Wagen mit Platz für jeweils vier Personen (zwei Reihen à zwei Personen).